# انما

دستگاه انما جهت رساندن آب به روده

اِنِما (به انگلیسی: Enema) یا تَنقیه یا اِماله به فروکردن آب یا هر مایع دیگر به درون رودهٔ بزرگ جهت پاک کردن روده از آلودگی‌ها و مدفوع گفته می‌شود.
معمولاً این کار را برای درمان برخی از بیماری‌ها به کار می‌برند. امروزه کاربرد این روش بسیار کمتر از گذشته‌است و گاه برای درمان بیماری‌های گوارشی مانند یبوست شدید یا ولولوس استفاده می‌شود.

## تنقیه در فقه شیعه
برخی فقهای شیعه اماله را در هنگام روزه حرام و برخی نیز مبطل روزه می‌دانند. شهید اول اماله با مایعات را باطل کنندهٔ روزه اعلام کرده ولی محقق حلی و شهید ثانی نظر قوی‌تر را حرام بودن اماله با مایعات در حال روزه می‌دانند ولی معتقدند که روزه را باطل نمی‌کند.